# Basiaeschna
Basiaeschna is een geslacht van libellen (Odonata) uit de familie van de glazenmakers (Aeshnidae).

## Soorten
Basiaeschna omvat 1 soort:
- Basiaeschna janata (Say, 1840)